# Tydzień Kiloński

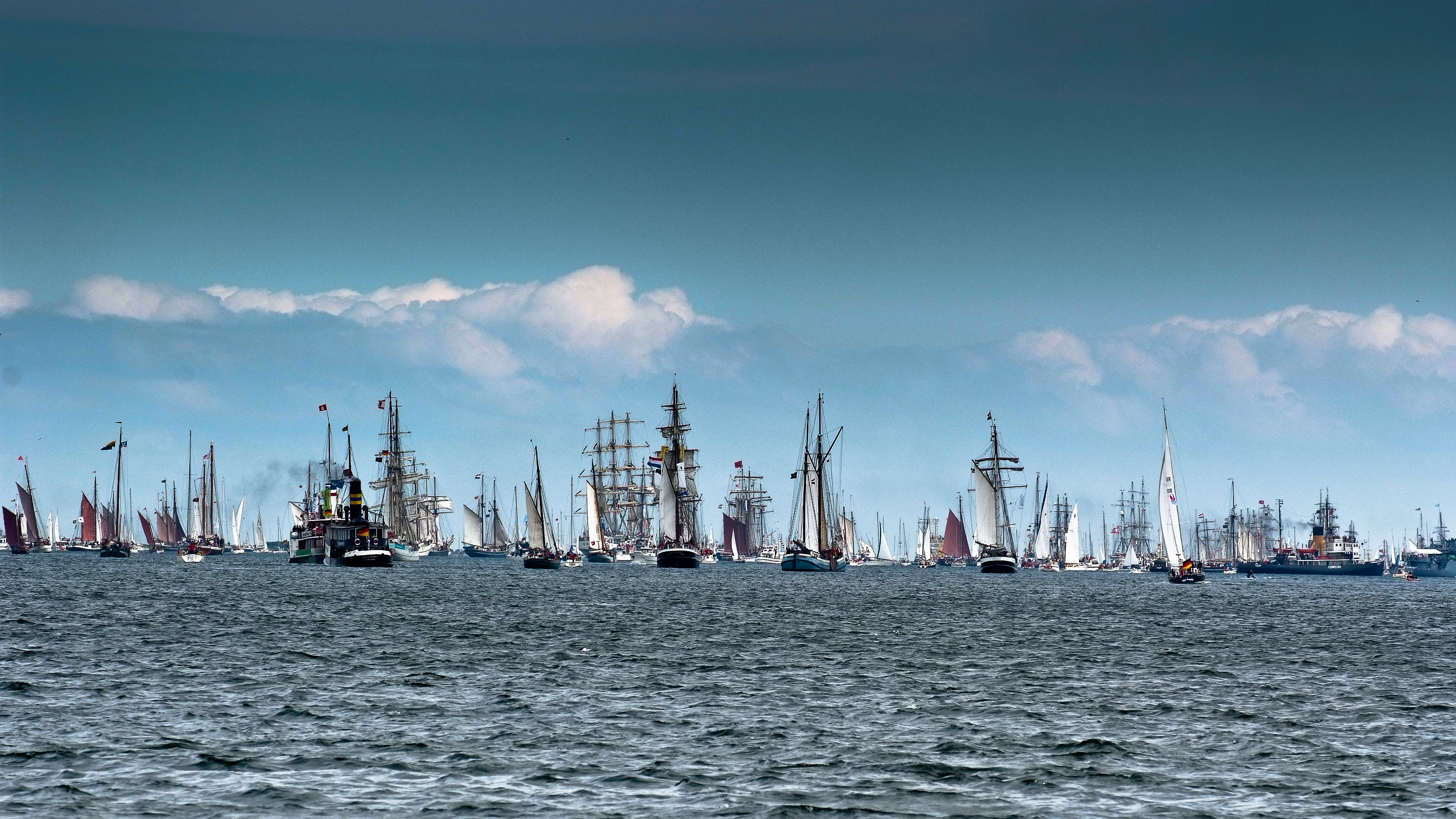
Żaglowce i inne jednostki podczas parady w 2009 r.

Tydzień Kiloński (oryg. niem. Kieler Woche) – tradycyjne regaty żeglarskie, odbywające się na wodach Zatoki Kilońskiej w okolicach Kilonii (Niemcy).
Jedna z największych imprez żeglarskich na świecie, gromadząca obecnie około 5000 żeglarzy, startujących na łodziach klas olimpijskich, międzynarodowych, narodowych oraz na jachtach morskich – łącznie prawie w 30 klasach. Wraz z regatami odbywają się festyny, koncerty oraz parady jachtów i żaglowców. Do zwiedzania są też udostępniane okręty wojenne różnych państw.

## Historia
Po raz pierwszy regaty te przeprowadzono 23 lipca 1882 r. w kilońskiej dzielnicy Düsternbrook, a wzięło w nich udział 20 jachtów, w tym jeden duński. Z uwagi na wielkie powodzenie, jakim od początku cieszyły się zmagania, od tego czasu organizowane są one co roku, z przerwami w latach 1915–1919 (z powodu I wojny światowej) i 1940–1946 (na skutek II wojny światowej). Od 1949 r. zawody przeprowadzane są w drugiej połowie czerwca (wyjątek stanowił jedynie 2020 r., gdy ze względu na pandemię COVID-19 rozegrano je we wrześniu). W 1982 r. podczas 88. edycji świętowano 100-lecie imprezy, zaś jubileuszowa setna edycja odbyła się w 1994 r.